# Persifierat samhälle

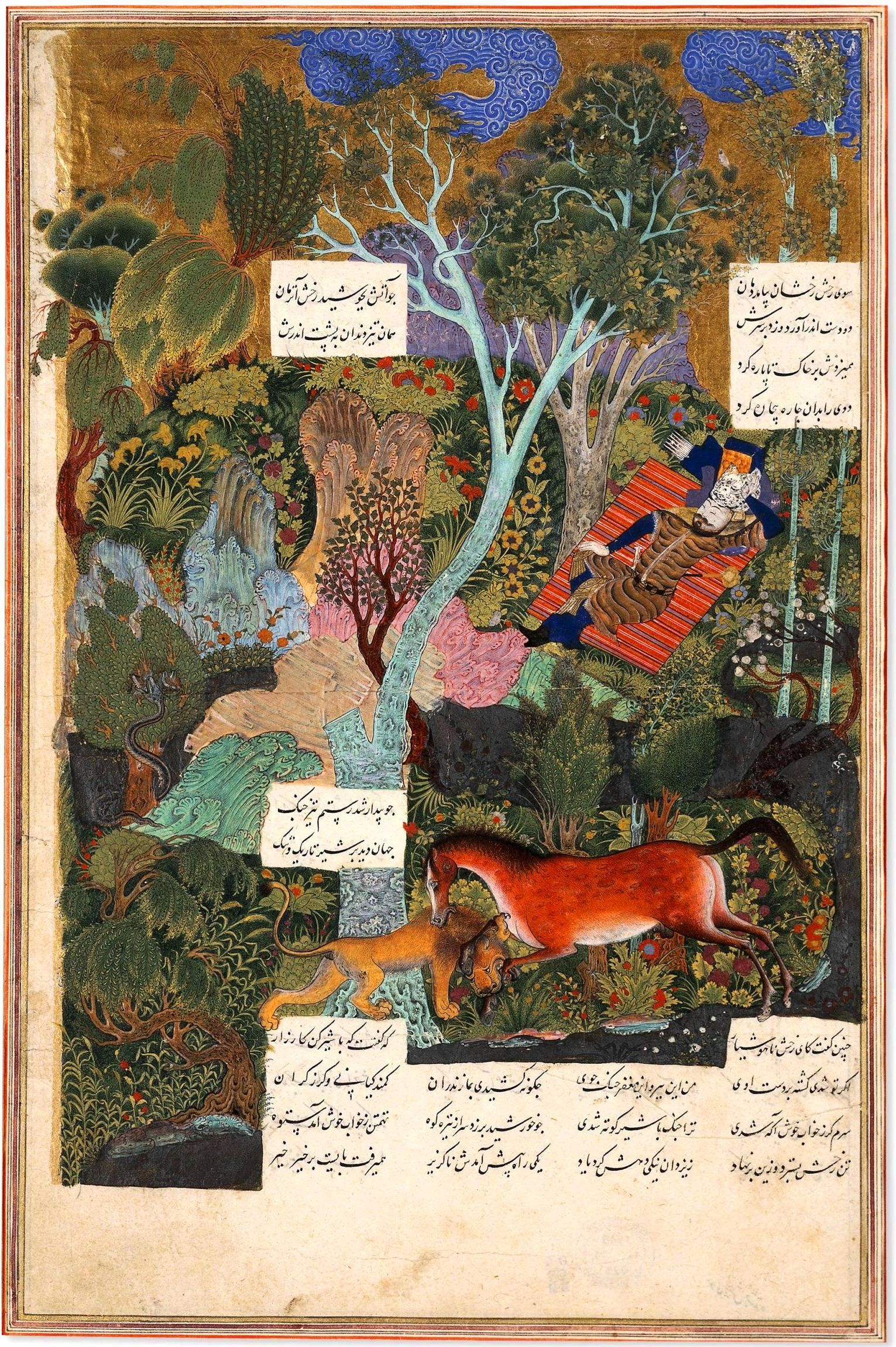
Persisk miniatyr från Shahnameh: Rostam sover medan hans häst dräper ett lejon.

Persifierat samhälle (engelska Persianate society), även persiska kultursfären (jfr den iranska kultursfären), är kulturgeografiska namn för det kulturområde huvudsakligen i Västasien, Kaukasus och Centralasien som historiskt formats av persisk kultur. Det rör sig om ett samhälle som baseras på eller som är starkt influerat av persiska språket, persisk kultur och/eller persisk identitet. Det persifierade kulturområdet inkluderar flera land och regioner som idag huvudsakligen utgörs av Iran, Irak, Afghanistan, Pakistan, Indien, Kaukasus, Centralasien och Mindre Asien.
Termen "Persianate" är en neologism som tillskrivs den amerikanske historikern Marshall Hodgson. I sin bok The Venture of Islam: The expansion of Islam in the Middle Periods (1974), definierar han begreppet enligt följande: "The rise of Persian had more than purely literary consequences: it served to carry a new overall cultural orientation within Islamdom.... Most of the more local languages of high culture that later emerged among Muslims... depended upon Persian wholly or in part for their prime literary inspiration. We may call all these cultural traditions, carried in Persian or reflecting Persian inspiration, 'Persianate' by extension."
Termen betecknar etniska perser men också samhällen som inte har varit etniskt persiska men vars språkliga, materiella och kulturella verksamhet varit påverkad av eller baserad på persisk kultur. Exempel på persifierade samhällen före modern tid är de seljukiska, timuridiska och osmanska rikena samt moghulriket i Indien.
Termen persifierat samhälle används i huvudsak om förmoderna samhällen efter 800-talet då persiska språket genomgick en renässans i nuvarande Centralasien.

## Lista över historiska persifierade stater/kungariken

### Belägna iStor-Iran
- Ghaznavider
- Ghurider
- Samanider
- Seljuker
- Khwarezmiderna
- Ilkhanatet
- Timurider
- Buyider
- Aq Qoyunlu
- Kara Koyunlu
- Shirvanshaher
- Safavider
- Afshariderna
- Zanddynastin
- Qajardynastin

### Belägna iMindre Asien
- Rumsultanatet
- Seljuker
- Osmanska dynastin  och Osmanska riket

### Belägna iSydasien
- Delhisultanatet
  - Mamluksultanatet (Delhi)
  - Khaljidynastin
  - Tughlaqdynastin
  - Sayyiddynastin
  - Lodidynastin
- Bengalsultanatet
- Deccansultanatet
- Mogulriket
- Surriket
- Hyderabad (furstendöme)
- Sikh-imperiet